# Windows Phone 7
Windows Phone 7 (afgekort WP7) was de eerste generatie van Windows Phone, een mobiel besturingssysteem van Microsoft. Windows Phone 7 was de opvolger van Windows Mobile. Het is niet gebaseerd op de directe voorganger, Windows Mobile 6.5, maar is geheel vanaf de grond opgebouwd. Windows Phone 7.5, de tweede generatie van Windows Phone kwam later in 2011 uit. Windows Phone 7 is opgevolgd door Windows Phone 8 op 29 november 2012. In maart 2013 kwam de nieuwste grote update uit onder de naam Windows Phone 7.8. Ondersteuning voor Windows Phone 7 werd beëindigd op 14 oktober 2014, 4 jaar na de lancering in oktober 2010.

## Functionaliteit
In Windows Phone 7 is een webbrowser aanwezig. Deze is gebaseerd op IE7 en de gebruikte render-engine is een versie tussen IE7 en IE8. Met de update naar Windows Phone 7.5 (Mango) werd de hele browser vervangen door Windows Internet Explorer 9. Adobe Flash Player wordt bij de release nog niet ondersteund, ook zal Silverlight in de browser niet werken.
Voor het afspelen van mediabestanden wordt de software van de Zune-mediaspeler gebruikt. De ondersteunde bestandsformaten voor muziek zijn: MP3, WMA, AAC, AAC+, eAAC+, AMR en Midi. Voor video zijn dat: MPEG4, H.263, H.264, WMV (.wmv) en DivX. Voor afbeeldingen zijn JPEG en BMP beschikbaar. Dit zijn minder formaten dan de Zune-mediaspeler zelf ondersteunt, maar Microsoft heeft alleen deze formaten bevestigd.
Verder beschikt Windows Phone 7 over Marketplace, een appwinkel. Deze ondersteunt betaling via kredietkaart en betaling via de provider. Voor ontwikkelaars is het mogelijk een testperiode toe te voegen. De marketplace is bestemd voor het downloaden van muziek, spellen, abonneren op podcasts en dergelijke. Aankopen worden geregistreerd via een Microsoft-account. Voor spellen wordt een onderscheid gemaakt. Er zijn officiële spellen, Xbox Live Games for Windows Phone, genaamd. Partners die Microsoft hiervoor bevestigd heeft, zijn: EA Games, Namco en Pandora. Daarnaast kan elke onafhankelijke ontwikkelaar spellen maken voor het besturingssysteem.

## Technische specificaties
Windows Phone 7 is gebaseerd op Windows CE 7.0. Na de laatste vernieuwingen hierin biedt het in theorie ondersteuning voor 32.000 processen tegelijk. Voor elk proces is maximaal 1GB aan virtueel geheugen beschikbaar. Hoewel er totaal 2GB aan virtueel geheugen beschikbaar is voor de processen. Ook de kernel beschikt over 2GB virtueel geheugen. Dit zijn de specificaties van Windows Embedded in het algemeen, en dus niet van Windows Phone 7 in het bijzonder. Eerst dacht men dat Windows Phone 7 op Windows CE 6.0 gebaseerd was, maar ontwikkelaar James O'Neill ontdekte dat Windows Phone 7 op Windows CE 7.0 gebaseerd is.
De graphics worden verricht door Direct3D, dit is gebaseerd op DirectX10.

## Modern UI
Windows Phone 7 is het eerste platform van Microsoft na Zune dat beschikt over Modern UI-gebruikersomgeving (voorheen Metro geheten). Het heeft een geheel andere visie gekregen dan Windows Mobile dat was ontwikkeld voor de zakelijke markt. Windows Phone 7 is gericht op consumenten. Dit blijkt onder andere uit integratie met diensten als Xbox Live, Windows Phone Marketplace en Zune Pass, een downloaddienst voor muziek.
Metro is niet gebaseerd op de alom bekende iconen-interface, zoals Windows (tot Windows 7) en Windows Mobile, maar gebruikt zogenaamde live tiles. Dit zijn vierkante vlakken die dienstdoen als een link naar een applicatie, bestand, contactpersoon of hub. Deze live tiles kunnen informatie weergeven zoals het aantal nieuwe e-mails en updates voor applicaties.
Een belangrijk deel van de gebruikersinterface zijn de 'hubs'. Hubs zijn applicaties die een aantal functionaliteiten bieden rond een bepaald thema. Hierbij wordt horizontaal gescrold. Er zijn zes hubs. Verder bevat Windows Phone een brede Facebook-integratie.

## Versies

### Windows Phone 7.0
Windows Phone 7.0 is de eerste versie van Windows Phone en zet een punt achter het Windows Mobile verhaal. Windows Phone 7 is een volledige omzwaai tegenover Windows Mobile 6. Windows Phone-toestellen die werden geleverd met 7.0 van het besturingssysteem hebben allemaal een update gekregen naar Windows Phone 7.5 en Windows Phone 7.5 Refresh, die op hun beurt een update hebben gekregen naar Windows Phone 7.8.

#### Toestellen
| OEM     | Naam       | Datum         | CPU-snelheid | RAM    | Opslag  | Scherm | Camera achter | Kompas | Toetsenbord |
| ------- | ---------- | ------------- | ------------ | ------ | ------- | ------ | ------------- | ------ | ----------- |
| Dell    | Venue Pro  | November 2010 | 1,0 GHz      | 512 MB | 8/16 GB | 4,1"   | 5 MP          | Nee    | Ja          |
| HTC     | 7 Pro      | Januari 2011  | 1,0 GHz      | 512 MB | 8/16 GB | 3,6"   | 5 MP          | Ja     | Ja          |
| HTC     | 7 Surround | November 2010 | 1,0 GHz      | 512 MB | 16 GB   | 3,8"   | 5 MP          | Ja     | Nee         |
| HTC     | 7 Trophy   | Oktober 2010  | 1,0 GHz      | 512 MB | 8/16 GB | 3,8"   | 5 MP          | Ja     | Nee         |
| HTC     | 7 Mozart   | Oktober 2010  | 1,0 GHz      | 512 MB | 8/16 GB | 3,7"   | 8 MP          | Ja     | Nee         |
| HTC     | HD7        | Oktober 2010  | 1,0 GHz      | 512 MB | 8/16 GB | 4,3"   | 5 MP          | Ja     | Nee         |
| LG      | Optimus 7  | Oktober 2010  | 1,0 GHz      | 512 MB | 16 GB   | 3,8"   | 5 MP          | Ja     | Nee         |
| LG      | Quantum    | Oktober 2010  | 1,0 GHz      | 512 MB | 16 GB   | 3,5"   | 5 MP          | Ja     | Ja          |
| Samsung | Focus      | November 2010 | 1,0 GHz      | 512 MB | 8 GB    | 4,0"   | 5 MP          | Ja     | Nee         |
| Samsung | Omnia 7    | Oktober 2010  | 1,0 GHz      | 512 MB | 8/16 GB | 4,0"   | 5 MP          | Ja     | Nee         |
| Samsung | Focus S    | November 2011 | 1,4 GHz      | 512 MB | 16 GB   | 4,3"   | 8 MP          | Ja     | Nee         |
| Nokia   | Lumia 710  | December 2011 | 1,4 GHz      | 512 MB | 8 GB    | 3,7"   | 5 MP          | Nee    | Nee         |
| Nokia   | Lumia 800  | November 2011 | 1,4 GHz      | 512 MB | 16 GB   | 3,7"   | 8 MP          | Ja     | Nee         |

### Windows Phone 7.5

Het 2de Windows Phone 7 logo van Windows Phone 7.5, van 2011 tot maart 2013

Windows Phone 7.5, codenaam Mango, was de eerste grote update van Windows Phone 7. Bestaande gebruikers van Windows Phone 7 krijgen de update naar Mango automatisch.
Windows Phone 7 was bij de lancering beschikbaar in de 5 EFIGS-talen (Engels, Frans, Italiaans, Duits en Spaans). Met Mango kwamen er nog 16 bij waaronder het Nederlands, dus in totaal van 5 tot 21 talen. Bestaande WP7-telefoons bleven de taal van het originele besturingssysteem behouden, maar kregen bijkomende taalmogelijkheden voor het toetsenbord.
Met Mango kon er makkelijker overgeschakeld worden tussen SMS, Facebook, Twitter en Windows Live Messenger in één conversatie. Naast Facebook en Windows Live werden ook Twitter- en LinkedIn-feeds geïntegreerd in de contacten. Bovendien zat Facebook standaard ingebouwd en maakte een gezichtsherkenningssysteem het gemakkelijker om foto’s te taggen en op het internet te posten.
Verschillende mailadressen konden samengebracht worden in één gebundelde inbox. De mail werd daarbij georganiseerd in conversaties zodat het gemakkelijker is om steeds de nieuwste informatie te hebben. Via deep links kon je rechtstreeks gaan naar belangrijke informatie. Check je vaak in op een plaats via Foursquare, dan piden je die plaats gewoon vast op je startscherm, zonder elke keer heel het check-inproces te moeten overlopen.

#### Apps
Windows Phone 7 Mango maakte gebruik van apps om het leven te vereenvoudigen. Die apps worden voorgesteld als bewegende tegels, de zogenoemde live tiles. Wanneer je die tegels integreerde in je startmenu, kreeg je meteen de realtime-informatie te zien over de laatste updates zonder ze te openen: nieuwe mails, sociale updates en dergelijke. Gebruikers konden ook schakelen tussen verschillende apps. De geopende apps bleven in de achtergrond beschikbaar zonder dat ze de prestaties of batterij negatief beïnvloeden. De meer dan 50.000 apps ontwikkeld voor Windows Phone 7 kwamen met de invoering van Mango ook in Nederland beschikbaar. Een van de nieuwe apps was Whatsapp.
Windows Phone 7.5 Mango gebruikte Internet Explorer 9 om het internet te verkennen. Het zat volledig geïntegreerd in het platform. Zoekmachine Bing van Microsofts was ook in de telefoon ingebouwd. Bing kon met een druk op de knop van overal in het menu onmiddellijk worden geraadpleegd.
De integratie van Outlook Mobile en Office mobile maake Windows Phone aantrekkelijker voor gebruik. Daarenboven was er detectie ingebouwd voor Office 365, zodat het gemakkelijker werd van mail, kalender en contacten van de Office 365 van hun bedrijf gebruik te maken en met Sharepoint samen te werken. Met Mango kon de smartphone documenten van Microsoft Office uploaden en opslaan in Excel, PowerPoint, Word en OneNote op OneDrive. Daar konden ook foto’s en video’s worden opgeslagen. Alle documenten waren dus meteen te bewerken. Streaming van muziek via OneDrive werd niet ondersteund.

#### Toestellen
| OEM              | Naam      | Datum          | CPU-snelheid | RAM    | Opslag | Scherm | Camera  | Camera | Kompas | Gyroscoop |
| OEM              | Naam      | Datum          | CPU-snelheid | RAM    | Opslag | Scherm | Achter  | Voor   | Kompas | Gyroscoop |
| ---------------- | --------- | -------------- | ------------ | ------ | ------ | ------ | ------- | ------ | ------ | --------- |
| Acer             | Allegro   | November 2011  | 1,0 GHz      | 512 MB | 8 GB   | 3,6"   | 5 MP    | -      | Ja     | Nee       |
| Alcatel OneTouch | View      | November 2011  | 1,0 GHz      | 512 MB | 4 GB   | 4"     | 5 MP    | -      | Ja     | Nee       |
| Fujitsu Toshiba  | IS12T     | September 2011 | 1,0 GHz      | 512 MB | 32 GB  | 3,7"   | 13,2 MP | -      | Ja     | Ja        |
| HTC              | Titan     | Oktober 2011   | 1,5 GHz      | 512 MB | 16 GB  | 4,7"   | 8 MP    | 1,3 MP | Ja     | Ja        |
| HTC              | Titan II  | April 2012     | 1,5 GHz      | 512 MB | 16 GB  | 4,7"   | 16 MP   | 1,3 MP | Ja     | Ja        |
| HTC              | Radar     | Oktober 2011   | 1,0 GHz      | 512 MB | 8 GB   | 3,8"   | 5 MP    | 0,3 MP | Nee    | Nee       |
| Microsoft        | Lumia 505 | December 2012  | 0,8 GHz      | 256 MB | 4 GB   | 3,7"   | 8 MP    | -      | Ja     | Nee       |
| Microsoft        | Lumia 510 | November 2012  | 0,8 GHz      | 256 MB | 4 GB   | 4"     | 5 MP    | -      | Ja     | Nee       |
| Microsoft        | Lumia 610 | April 2012     | 0,8 GHz      | 256 MB | 8 GB   | 3,7"   | 5 MP    | -      | Ja     | Nee       |
| Microsoft        | Lumia 710 | November 2011  | 1,4 GHz      | 512 MB | 8 GB   | 3,7"   | 5 MP    | -      | Ja     | Ja        |
| Microsoft        | Lumia 800 | November 2011  | 1,4 GHz      | 512 MB | 16 GB  | 3,7"   | 8 MP    | -      | Ja     | Nee       |
| Microsoft        | Lumia 900 | April 2012     | 1,4 GHz      | 512 MB | 16 GB  | 4,3"   | 8 MP    | 1,3 MP | Ja     | Ja        |
| Samsung          | Focus 2   | Mei 2012       | 1,4 GHz      | 512 MB | 8 GB   | 4,0"   | 5 MP    | 0,3 MP | Ja     | Ja        |
| Samsung          | Focus S   | November 2011  | 1,4 GHz      | 512 MB | 16 GB  | 4,3"   | 8 MP    | 1,3 MP | Ja     | Ja        |
| Samsung          | Omnia M   | Mei 2012       | 1,0 GHz      | 384 MB | 4 GB   | 4,0"   | 5 MP    | 0,3 MP | Ja     | Nee       |
| Samsung          | Omnia W   | November 2011  | 1,4 GHz      | 512 MB | 8 GB   | 3,7"   | 5 MP    | 0,3 MP | Ja     | Ja        |
| ZTE              | Orbit     | Mei 2012       | 1,0 GHz      | 256 MB | 4 GB   | 4,0"   | 5 MP    | -      | Ja     | Nee       |
| ZTE              | Tania     | December 2011  | 1,0 GHz      | 512 MB | 4 GB   | 4,3"   | 5 MP    | -      | Ja     | Nee       |

### Windows Phone 7.5 Refresh
Windows Phone 7.5 Refresh, codenaam Tango, was de opvolger van Windows Phone 7.5.
In november 2011 werd er een link gelekt waarop de naam van een nieuw toestel van fabrikant Nokia te zien was. Het zou gaan om de Nokia Champagne met het versienummer 7.10.8711, wat zou kunnen betekenen dat de Champagne op Windows Phone 7 Tango loopt. Het toestel werd voor het eerst door iemand gebruikt op 25 oktober 2011. Microsoft begon op 27 juni 2012 met de uitrol van de update 7.5 Refresh, waaraan versienummer is 7.10.8773 gekoppeld.
De Refresh-update voor Windows Phone 7 was bedoeld als overgang tussen de Mango-update en de volgende grote update, Windows Phone 7.8, en zou een klein aantal nieuwe functies met zich meebrengen:
- Verbeteringen inmms: Het werd mogelijk om meerdere plaatjes en video's, alsook spraak en ringtones, bij te voegen aan tekstberichten en instant messages.
- Locatiebewustzijnicoon: Zodra een app de huidige telefoonlocatie-informatie benadert, verscheen een icoon naast de batterijstatusindicator.
- Exporteren en beheren contacten naar een simkaart: Alle Windows Phones stonden het toe om contacten te importeren van een simkaart, maar alleen op sommige telefoons was het mogelijk contacten te exporteren naar een simkaart, of het maken of bewerken van individuele contacten op een simkaart.
- Verschillende bugfixes.

### Windows Phone 7.8
Windows Phone 7.8 (afgekort WP7.8) was de opvolger van Windows Phone 7.5 Refresh. Deze update werd parallel ontwikkeld met Windows Phone 8 en kreeg enkele van diens functies.
Nadat bekend raakte dat Windows Phone 7 niet zou kunnen worden geüpdatet naar Windows Phone 8 gingen er geruchten de ronde over een update met de naam Windows Phone 7.6 of 7.7. Op 20 juni 2012 kondigde Microsoft Windows Phone 7.8 officieel aan, samen met Windows Phone 8. Microsoft gaf niet veel informatie vrij en liet enkel weten dat het vernieuwde startscherm naar Windows Phone 7.8 zou komen. Op 9 september 2012 vroeg Microsoft aan Windows Phone 7-gebruikers welke nieuwe functies zij graag zouden willen zien in Windows Phone 7.8.
Microsoft bevestigde alleen dat het nieuwe startscherm van Windows Phone 8 ook in Windows Phone 7.8 kwam. In het nieuwe startscherm is de zwarte balk aan de rechterkant weggehaald en is de functie die deze balk had vervangen door een veegbeweging naar links (hoewel dit in eerdere versies ook al kon). Verder is het niet alleen mogelijk om Live Tiles de normale grootte of een XL-grootte te geven, ook een klein formaat (ongeveer een vierde van een normale Tile) kan worden toegewezen.